# Millivolt
| Grotere/kleinere eenheden | Grotere/kleinere eenheden | Grotere/kleinere eenheden |
| factor                    | naam                      | symbool                   |
| ------------------------- | ------------------------- | ------------------------- |
| 10−6                      | microvolt                 | μV                        |
| 10−3                      | millivolt                 | mV                        |
| 1                         | volt                      | V                         |
| 103                       | kilovolt                  | kV                        |
| 106                       | megavolt                  | MV                        |
| 109                       | gigavolt                  | GV                        |

De millivolt is een tot het SI behorende afgeleide eenheid. De eenheid heeft het symbool mV. Een millivolt is gelijk aan 10−3 V, ofwel 0,001 volt.

## voorbeelden
Een microfoon zet geluidstrillingen om in fluctuerende spanningen met een amplitude van enkele millivolt. Biologische membranen zoals het celmembraan genereren spanningen in de orde van tientallen millivolt, en het elektrocardiogram heeft een amplitude van enkele millivolt. In de elektrofysiologie wordt deze eenheid dan ook veel gebruikt.